# Fornelos (Barcelos)
Fornelos es una freguesia portuguesa del concelho de Barcelos, con 3,51 km² de superficie y 763 habitantes (2001). Densidad de población: 217,4 hab/km².